# Euxoa fusimacula
Euxoa fusimacula là một loài bướm đêm trong họ Noctuidae.